# Perspectivas libertárias sobre propriedade intelectual
Os libertários têm opiniões diferentes sobre a validade da propriedade intelectual.

## Os partidos políticos
O Partido Libertário do Canadá leva "uma abordagem moderada a patentes e direitos autorais", apelando para "uma revisão cuidadosa da legislação existente e proposta".

## Visão da direita libertária
Segundo o Economista da Escola Austríaca Murray Rothbard, apenas atividades que não sejam de acordo com o livre mercado seriam proibidas pelo mercado, e sob a qual defende a permissão contratual de termos de direitos autorais infinitos no livre mercado, mas se opõe ao direito de patentes. Sobre o Direito Autoral, a ideia de que se um autor condicionar a venda de seu trabalho com o contrato de "não recopiar ou reproduzir este trabalho para venda", então as proteções de direitos autorais se trata de algo completamente legítimo na ética libertaria, por outro lado, Rothbard afirma que as patentes tais como qualquer outra concessão de monopólio, conferem um privilégio a um e restringe a entrada de outros; distorcendo, por meio disso, o padrão livremente competitivo da indústria, assim, dificultando a inovação.
Rothbard cita em Homem, Economia e Estado:
Podemos dizer que as patentes distorcem a alocação de fatores no tipo de pesquisas sendo conduzidas. Pois enquanto é verdade que o primeiro descobridor se beneficia do privilégio, é também verdade que seus competidores estão impedidos de produzir na área da patente por vários anos. E, visto que uma patente posterior pode surgir de uma patente anterior, se forem relacionadas ao mesmo campo, os competidores podem muitas vezes ser desencorajados por tempo indefinido de gastar mais com pesquisas na área geral coberta pela patente. Além do mais, o próprio patenteador é desencorajado de engajar em mais pesquisas nesse campo, pois o privilégio o permite permanecer em sua posição confortável pelo período total da patente, com a segurança de que nenhum concorrente ultrapassará seu domínio. Assim, o incentivo competitivo para haver mais pesquisa é eliminado.
Morris e Linda Tannehill, autoras do livro The Market for Liberty (O mercado da liberdade) propõe que as ideias na forma de invenções poderiam ser registradas em um "banco de dados" de propriedade privada; o inventor poderia, então, comprar um seguro contra o roubo e a utilização comercial não autorizada da invenção, e a companhia de seguros garantiria não só compensar o inventor por quaisquer perdas sofridas devido a essa infração, mas parar tal uso não autorizado.
Os opositores aos direitos de propriedade intelectual incluem Wendy McElroy, Tom G. Palmer, Henri Lepage, Boudewijn Bouckaer, e N. Stephan Kinsella. Kinsella aponta em Contra a Propriedade Intelectual que as patentes podem ser ineficientes, uma vez que desviam recursos de pesquisa e desenvolvimento para o registro de patentes e processos judiciais. Ele percebe que a pesquisa teórica não pode ser patenteada tão facilmente como a pesquisa prática e pesquisa, portanto, mostrando a natureza arbitrária da propriedade intelectual sobre definir o que pode ser o que não pode ser patenteado. Além disso, ele argumenta que os direitos de propriedade só podem ser aplicados a recursos que são escassos, o que a propriedade intelectual não é. Kinsella também afirma que a única maneira que os direitos de propriedade intelectual podem ser implementados é limitando a direitos de propriedade física dos outros.
David D. Friedman assume uma postura neutra sobre a propriedade intelectual, alegando que "há bons argumentos de ambos os lados dessa questão".

### Opiniões de Ayn Rand
Ayn Rand, fundadora do Objetivismo, apoiou direitos autorais e patentes em seus ensaios de Capitalism: The Unknown Ideal:
| “ | Patentes e direitos autorais são a implementação legal da base de todos os direitos de propriedade: o direito de um homem ao produto de sua mente. Todo tipo de trabalho produtivo envolve uma combinação de esforço mental e físico: de pensamento e de ação física para traduzir esse pensamento em uma forma material. A proporção desses dois elementos varia em diferentes tipos de trabalho. No extremo inferior da escala, o esforço mental necessário para realizar o trabalho manual não qualificado é mínimo. Do outro lado, o que as leis de patentes e direitos autorais reconhecem é o papel preponderante do esforço mental na produção de valores materiais; essas leis protegem a contribuição da mente em sua forma mais pura a origem de uma ideia. O assunto de patentes e direitos autorais é propriedade intelectual. ... Assim, a lei estabelece o direito de propriedade de uma mente ao que ela trouxe à existência. | ” |

Porém, Rand sustentou que a patente não pode ser exercida em perpetuidade: 
| “ | A propriedade intelectual representa uma reivindicação, não sobre objetos materiais, mas sobre a ideia que eles encarnam, o que significa: não apenas sobre a riqueza existente, mas sobre riqueza ainda a ser produzida - uma reivindicação de pagamento pelo trabalho do inventor ou autor. Nenhuma dívida pode ser estendida para a infinidade. | ” |

## Visão da socialista libertária
Roderick Long argumenta que o conceito de propriedade intelectual não é libertário. Ele sustenta que proibir as pessoas de usar e reproduzir material protegido por direitos autorais é uma violação da liberdade de expressão e liberdade de imprensa, e que, desde que a informação exista na mente das pessoas e sendo propriedade de outras pessoas, não pode-se possuir informações sem possuir outras pessoas. Alegando que autores e editoras continuarão a produzir, ainda que ausentes de direitos autorais, ele cita o fato de que centenas de milhares de artigos são enviados para a internet por seus autores a cada dia, disponível para qualquer pessoa no mundo, grátis e que quase todas as obras escritas antes do século 20 são de domínio público, mas trabalhos pré-1900 ainda são publicados e vendidos.
Benjamin Tucker, opondo-se a propriedade intelectual, escreve: "...o monopólio da patente...consiste em proteger os inventores...contra a concorrência por um período longo o suficiente para extorquir as pessoas uma recompensa enorme em excesso de medida do trabalho dos seus serviços,- em outras palavras, ao dar certas pessoas um direito de propriedade por um período de anos em leis e fatos naturais, e o poder para exigir tributo de outras pessoas para o uso dessa riqueza natural, que deve ser aberto a todos"."